# 戴维·里基茨
戴维·里基茨（英語：David Ricketts，1920年10月7日—1996年8月11日），英国男子自行车运动员。他曾代表英国参加1948年夏季奥林匹克运动会自行车比赛，获得男子团体追逐赛铜牌。